# 迪恩·拉古尼卡
迪恩·拉古尼卡（英語：Dean Računica，1969年12月5日—），克羅地亞职业足球运动员，现已退役，現在他是哈伊杜克助教。
拉古尼卡曾效力於克羅地亞球會哈伊杜克。